# Nabil Taïder
Nabil Sliti Taïder (Lavaur, 26 maggio 1983) è un ex calciatore francese naturalizzato tunisino, di ruolo centrocampista.

## Biografia
Nabil Taïder è nato in Francia da padre tunisino e da madre algerina. Ha due fratelli minori, Saphir e Ismael anch'egli calciatori professionisti.

## Carriera

### Club
Cresciuto nelle giovanili del Tolosa, ha esordito in prima squadra nel 2001 disputando il Championnat National (31 presenze e un gol) e guadagnando la promozione in Ligue 2 grazie al quarto posto finale. Nella stagione successiva ha vinto con il Tolosa il campionato di Ligue 2, durante il quale ha giocato 30 partite e realizzato una rete nella terza giornata contro il Metz. Nelle successive due stagione in Ligue 1 è stato titolare del Tolosa, disputando 28 partite il primo anno (esordio nel massimo campionato francese il 2 agosto 2003 in Tolosa-Strasburgo 1-1) e 36 in quello seguente nel quale ha segnato anche due gol, contro Ajaccio e Olympique Marsiglia. Prima dell'inizio della stagione 2005-2006 si è fratturato il quinto metatarso del piede sinistro ed è tornato in campo solo alla fine del 2005 nella partita degli ottavi di finale di Coppa di Lega contro il Paris Saint-Germain. Nel corso della rimanente parte dell'annata ha giocato altre 16 partite di cui 15 in Ligue 1 e una in Coppa di Lega. Nella stagione seguente, invece, ha perso il posto di titolare e tra agosto del 2006 e gennaio del 2007 è sceso in campo solo in 7 occasioni ed è stato poi ceduto in prestito al Lorient per 6 mesi, con cui ha giocato 11 partite in Ligue 1 segnando una rete.
Nell'estate del 2007 il Tolosa lo ha ceduto allo Stade Reims con cui ha giocato il campionato di Ligue 2 (24 presenze e 3 gol) e la Coppa di Francia (3 presenze). A fine stagione è stato acquistato dai greci dello Skoda Xanthi. Con la squadra di Xanthi è stato impiegato come titolare nella prima stagione (24 presenze e 2 gol in campionato) mentre nella seconda ha disputato solo 5 partite in campionato e una in Coppa di Grecia prima di trasferirsi in Turchia durante la sessione invernale di calciomercato, firmando per il Sivasspor. Con la squadra turca ha giocato 10 partite prima di rescindere il contratto all'inizio della stagione 2010-2011.
Nell'aprile del 2011 ha giocato, in prova, una partita con la squadra riserve del Bristol City, che però ha deciso di non tersseralo, e nel gennaio 2012 ha firmato un contratto di 3 anni e mezzo con l'Étoile du Sahel. Dopo aver disputato 9 partite con la maglia dell'Étoile du Sahel, Taïder alla fine del 2012 ha sostenuto un provino con le giovanili del Cesena e il 15 gennaio 2013 ha rescisso consensualmente il contratto che lo legava alla squadra tunisina. Il giorno seguente ha cominciato ad allenarsi in prova con il Novara che lo ha poi tesserato e girato in prestito al Como. Con la squadra lariana Taïder non ha disputato alcuna partita ufficiale. Nell'agosto 2013, dopo essere rimasto svincolato, è stato tesserato dal Parma che lo ha girato in prestito al Gorica. Dopo sei mesi e 2 presenze con gli sloveni è passato nuovamente in prestito ai bulgari del Lokomotiv Sofia.

### Nazionale
Taïder ha fatto parte della Nazionale Under-19 francese e, tra il 2004 e il 2005, di quella Under-21. Con la prima nel 2001 ha disputato 3 partite di qualificazione agli Europei Under-19 del 2002, segnando anche un gol contro l'Albania, e con la seconda 5 gare tra cui 2 di qualificazione all'Europeo Under-21 del 2006.
Nel 2005 ha deciso di rappresentare la Tunisia invece della Francia, ma la FIFA non gli ha permesso di partecipare al Mondiale 2006 avendo scelto di cambiare nazionalità sportiva avendo già compiuto il 21º anno di età. Nel giugno 2009 tale limite di età è stato rimosso e quindi Taïder ha potuto giocare per la Nazionale tunisina, con cui ha esordito il 12 agosto dello stesso anno in amichevole contro la Costa d'Avorio (0-0). Il 6 settembre seguente ha segnato il primo gol con la maglia della propria Nazionale in occasione della gara Nigeria-Tunisia 2-2, valida per le qualificazioni al Mondiale 2010. In totale con la Nazionale tunisina ha disputato 4 partite e realizzato una rete.

## Statistiche

### Presenze e reti nei club
Statistiche aggiornate al 31 gennaio 2013.
| Stagione               | Squadra                | Campionato             | Campionato | Campionato | Coppe nazionali | Coppe nazionali | Coppe nazionali | Coppe continentali | Coppe continentali | Coppe continentali | Totale | Totale |
| Stagione               | Squadra                | Comp                   | Pres       | Reti       | Comp            | Pres            | Reti            | Comp               | Pres               | Reti               | Pres   | Reti   |
| ---------------------- | ---------------------- | ---------------------- | ---------- | ---------- | --------------- | --------------- | --------------- | ------------------ | ------------------ | ------------------ | ------ | ------ |
| 2000-2001              | Tolosa 2               | CFA                    | 8          | 1          | -               | -               | -               | -                  | -                  | -                  | 8      | 1      |
| 2001-2002              | Tolosa                 | CN                     | 31         | 1          | CF+CdL          | 1+0             | 0               | -                  | -                  | -                  | 32     | 1      |
| 2002-2003              | Tolosa                 | L2                     | 30         | 1          | CF+CdL          | 2+1             | 0               | -                  | -                  | -                  | 33     | 1      |
| 2003-2004              | Tolosa                 | L1                     | 28         | 0          | CF+CdL          | 3               | 0               | -                  | -                  | -                  | 31     | 0      |
| 2004-2005              | Tolosa                 | L1                     | 36         | 2          | CF+CdL          | 2+1             | 1+0             | -                  | -                  | -                  | 39     | 3      |
| 2005-2006              | Tolosa                 | L1                     | 15         | 0          | CF+CdL          | 1+2             | 1+0             | -                  | -                  | -                  | 18     | 1      |
| 2006-gen. 2007         | Tolosa                 | L1                     | 5          | 0          | CF+CdL          | 0+2             | 0               | -                  | -                  | -                  | 7      | 0      |
| Totale Tolosa          | Totale Tolosa          | Totale Tolosa          | 145        | 4          |                 | 15              | 2               |                    | -                  | -                  | 160    | 6      |
| gen.-giu. 2007         | Lorient                | L1                     | 11         | 1          | -               | -               | -               | -                  | -                  | -                  | 11     | 1      |
| 2007-2008              | Stade Reims            | L2                     | 24         | 3          | CF+CdL          | 3+0             | 0               | -                  | -                  | -                  | 27     | 3      |
| 2008-2009              | Skoda Xanthi           | SL                     | 24         | 2          | CG              | 1               | 1               | -                  | -                  | -                  | 26     | 3      |
| 2009-gen. 2010         | Skoda Xanthi           | SL                     | 5          | 0          | CG              | 1               | 0               | -                  | -                  | -                  | 6      | 0      |
| Totale Skoda Xanthi    | Totale Skoda Xanthi    | Totale Skoda Xanthi    | 29         | 2          |                 | 2               | 1               |                    | -                  | -                  | 31     | 3      |
| gen.-giu. 2010         | Sivasspor              | SL                     | 8          | 0          | CT              | 2               | 0               | -                  | -                  | -                  | 10     | 0      |
| 2011-2012              | Étoile du Sahel        | CLP1                   | 9          | 0          | -               | -               | -               | CCL                | 0                  | 0                  | 9      | 0      |
| 2012-gen. 2013         | Étoile du Sahel        | CLP1                   | 0          | 0          | -               | -               | -               | -                  | -                  | -                  | 0      | 0      |
| Totale Étoile du Sahel | Totale Étoile du Sahel | Totale Étoile du Sahel | 9          | 0          |                 | -               | -               |                    | 0                  | 0                  | 9      | 0      |
| gen.-giu. 2013         | Como                   | 1D                     | 0          | 0          | -               | -               | -               | -                  | -                  | -                  | 0      | 0      |
| 2013-gen. 2014         | Gorica                 | 1. SNL                 | 2          | 0          | CS              | 2               | 0               | -                  | -                  | -                  | 3      | 0      |
| gen.-giu. 2014         | Lokomotiv Sofia        | A PFG                  | 0          | 0          | CB              | 0               | 0               | -                  | -                  | -                  | 0      | 0      |
| Totale                 | Totale                 | Totale                 | 236        | 11         |                 | 23              | 3               |                    | 0                  | 0                  | 259    | 14     |

### Cronologia presenze e reti in nazionale
| Cronologia completa delle presenze e delle reti in nazionale ― Tunisia | Cronologia completa delle presenze e delle reti in nazionale ― Tunisia | Cronologia completa delle presenze e delle reti in nazionale ― Tunisia | Cronologia completa delle presenze e delle reti in nazionale ― Tunisia | Cronologia completa delle presenze e delle reti in nazionale ― Tunisia | Cronologia completa delle presenze e delle reti in nazionale ― Tunisia | Cronologia completa delle presenze e delle reti in nazionale ― Tunisia | Cronologia completa delle presenze e delle reti in nazionale ― Tunisia |
| Data                                                                   | Città                                                                  | In casa                                                                | Risultato                                                              | Ospiti                                                                 | Competizione                                                           | Reti                                                                   | Note                                                                   |
| ---------------------------------------------------------------------- | ---------------------------------------------------------------------- | ---------------------------------------------------------------------- | ---------------------------------------------------------------------- | ---------------------------------------------------------------------- | ---------------------------------------------------------------------- | ---------------------------------------------------------------------- | ---------------------------------------------------------------------- |
| 12-8-2009                                                              | Susa                                                                   | Tunisia                                                                | 0 – 0                                                                  | Costa d'Avorio                                                         | Amichevole                                                             | -                                                                      |                                                                        |
| 6-9-2009                                                               | Abuja                                                                  | Nigeria                                                                | 2 – 2                                                                  | Tunisia                                                                | Qual. Mondiali 2010                                                    | 1                                                                      |                                                                        |
| 11-10-2009                                                             | Radès                                                                  | Tunisia                                                                | 1 – 0                                                                  | Kenya                                                                  | Qual. Mondiali 2010                                                    | -                                                                      |                                                                        |
| 14-10-2009                                                             | Tunisi                                                                 | Tunisia                                                                | 0 – 1                                                                  | Arabia Saudita                                                         | Amichevole                                                             | -                                                                      |                                                                        |
| Totale                                                                 |                                                                        | Presenze                                                               | 4                                                                      |                                                                        | Reti                                                                   | 1                                                                      |                                                                        |

## Palmarès

### Club

#### Competizioni nazionali
- Campionato francese di seconda divisione: 1

Tolosa: 2002-2003